# 巴扎爾 (喬爾特基夫區)
48°56′50″N 25°34′27″E / 48.94722°N 25.57417°E

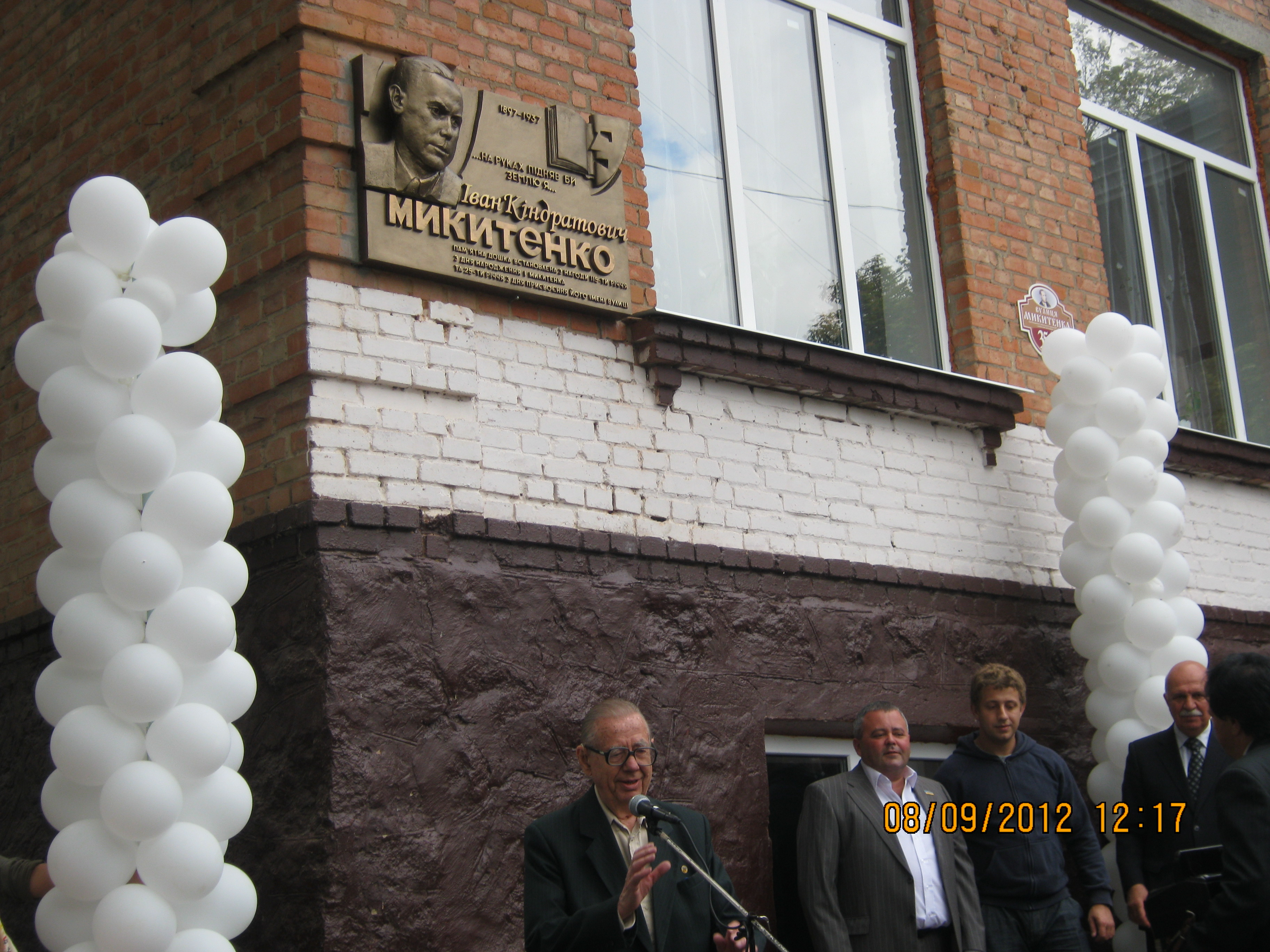

巴扎爾（烏克蘭語：Базар）是位於烏克蘭西部泰爾諾皮爾州裏喬爾特基夫區的村莊，處於朱林河畔，始建於1939年，面積3.22平方公里，海拔高度325米，2001年人口994。